# Thierry Gueorgiou
Thierry Gueorgiou (født 30. marts 1979) er en fransk orienteringsløber, som har vundet flere end 20 guldmedaljer ved internationale konkurrencer, herunder VM i orientering.